# Санто-Домінго-де-лос-Колорадос
Санто-Домінго (ісп. Santo Domingo), також відоме як Санто-Домінго-де-лос-Колорадос — місто в Еквадорі, столиця провінції Санто-Домінго-де-лос-Тсачилас. Населення — 460 000 жителів, це 4-те за населенням місто країни.

## Географія
Місто розташоване в регіоні Коста, у сонячній і тропічній кліматичній зоні, з середньою температурою 22,9 °C і об’ємом опадів від 3000 до 4000 мм на рік. Санто-Домінго забезпечує логістичний зв’язок між найібльшими містами Еквадору: Кіто, Гуаякіль, Есмеральдас, Манта, Амбато, Кеведо, що перетворює місто в своєрідний центр торгівлі регіону Коста та регіону Сьєрра.

### Клімат
Місто знаходиться у зоні, котра характеризується мусонним кліматом. Найтепліший місяць — квітень із середньою температурою 22,7 °C. Найхолодніший місяць — липень, із середньою температурою 21,8 °С.
| Клімат Санто-Домінго    | Клімат Санто-Домінго | Клімат Санто-Домінго | Клімат Санто-Домінго | Клімат Санто-Домінго | Клімат Санто-Домінго | Клімат Санто-Домінго | Клімат Санто-Домінго | Клімат Санто-Домінго | Клімат Санто-Домінго | Клімат Санто-Домінго | Клімат Санто-Домінго | Клімат Санто-Домінго | Клімат Санто-Домінго |
| Показник                | Січ.                 | Лют.                 | Бер.                 | Квіт.                | Трав.                | Черв.                | Лип.                 | Серп.                | Вер.                 | Жовт.                | Лист.                | Груд.                | Рік                  |
| Середня температура, °C | 22                   | 22                   | 23                   | 23                   | 22                   | 22                   | 21                   | 21                   | 21                   | 21                   | 21                   | 21                   | 21                   |
| Норма опадів, мм        | 378                  | 500                  | 553                  | 535                  | 299                  | 161                  | 37                   | 39                   | 63                   | 61                   | 39                   | 139                  | 2802                 |
| ----------------------- | -------------------- | -------------------- | -------------------- | -------------------- | -------------------- | -------------------- | -------------------- | -------------------- | -------------------- | -------------------- | -------------------- | -------------------- | -------------------- |
| Джерело: Weatherbase    |                      |                      |                      |                      |                      |                      |                      |                      |                      |                      |                      |                      |                      |

## Історія
До приходу іспанських колонізаторів була заселена індіанським племенем цачила (тсачилас), яке, ймовірно, походить від народу юмбо. Перші монахи-домініканці опиняються тут у 1660 році, а через століття видобувна компанія Педро Мальдонадо вже накреслила певні риси майбутнього міста Санто-Домінго. У ХІХ столітті в Еквадорі посилюється внутрішня міграція, що призводить до різкого зростання населення в Санто-Домінго, так що 1899 року уряд провінції Пічинча вже надав йому статус міста.